# Enfant de troupe
Pour les articles homonymes, voir AET.

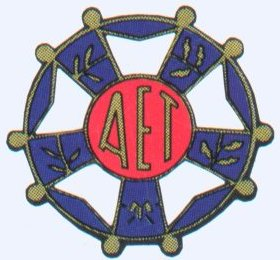
Sigle de l'Association des anciens enfants de troupe (AET).

Un enfant de troupe est un enfant vivant dans l'environnement militaire : à l'origine, un enfant de sous-officier, puis un élève de lycée militaire (et des écoles militaires préparatoires ayant précédé les lycées).

## Historique

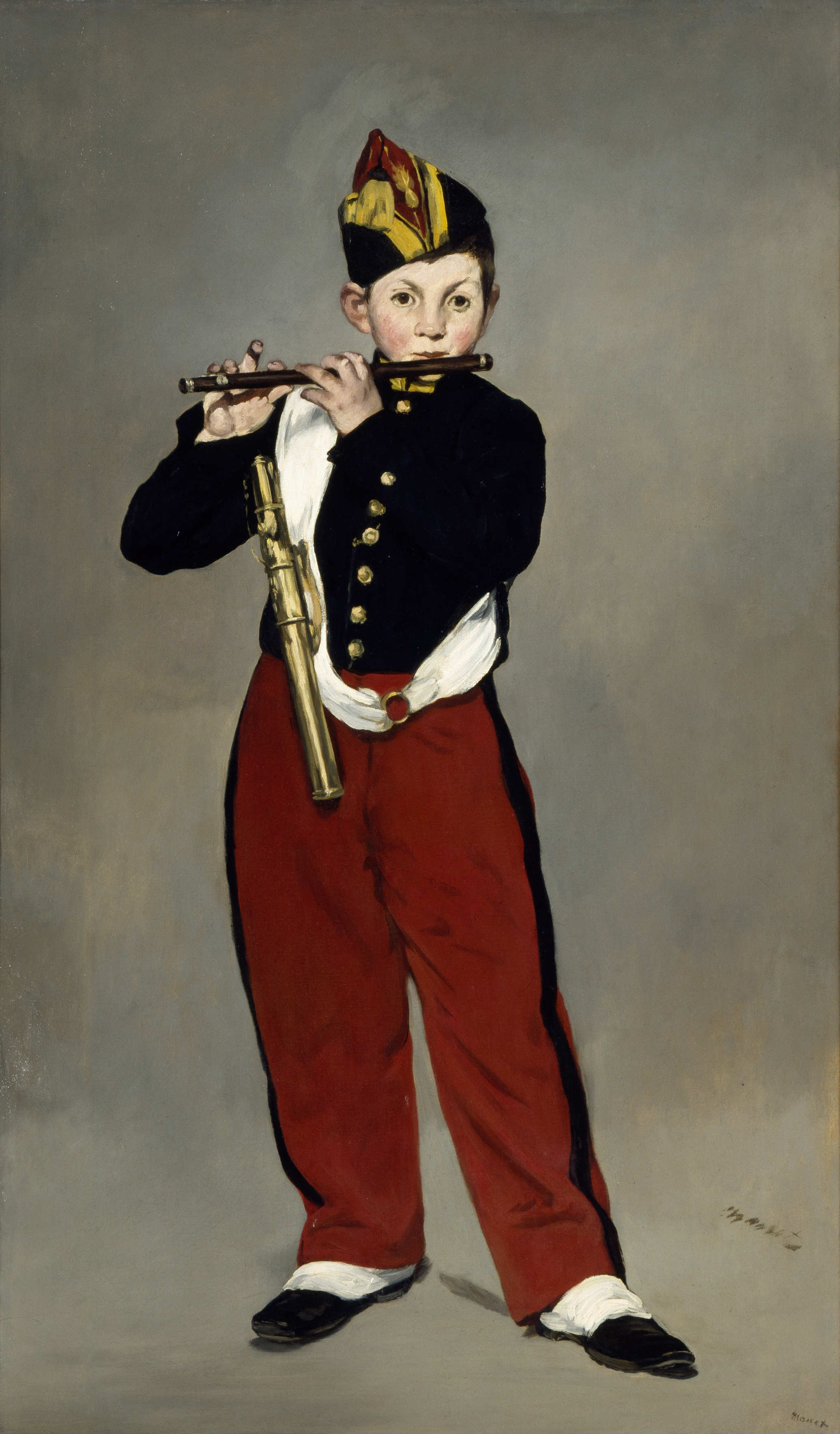
Édouard Manet, Le Joueur de fifre, 1866, enfant de troupe de la garde impériale du Second Empire.

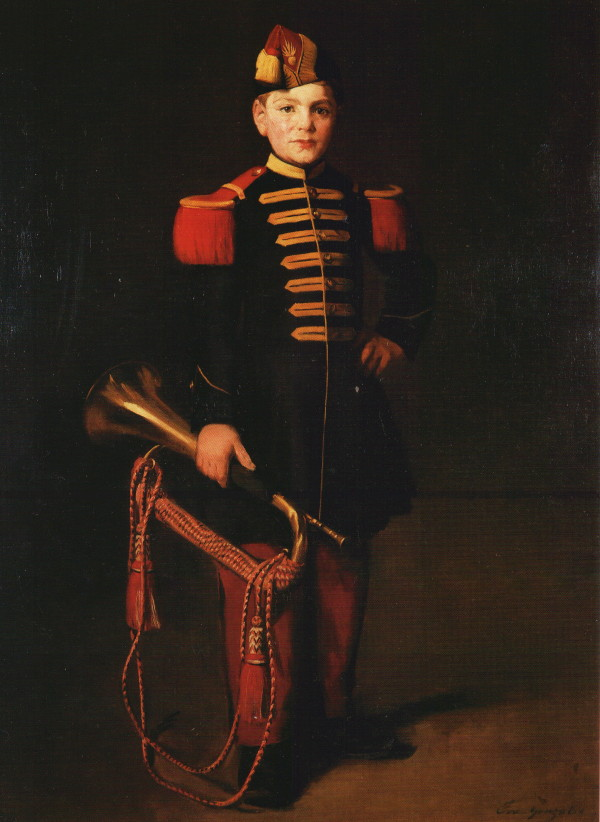
Eva Gonzalès, Enfant de troupe ou Le Clairon, 1870.

À l'origine, un enfant de troupe était un enfant dont le père était sous-officier (appelé bas-officier à l'époque) ou soldat et qui suivait la troupe, en compagnie de sa famille. Contrairement aux enfants d'officiers qui avaient des écoles pour les former au métier des armes, ces enfants de troupe n'avaient aucun moyen d'avoir de formation militaire autre que celui de s'engager en tant que soldat.
Le 1er mai 1766, une ordonnance de Louis XV améliore le sort de ces enfants en imposant que dans chaque compagnie ou escadron de chaque régiment de l'armée royale, deux postes budgétaires soient désormais réservés aux fils de bas-officiers ou de soldats.
Par une ordonnance royale du 10 août 1786, il est créé la première école d'éducation militaire pour cent enfants de soldats invalides. Selon l'encyclopédie méthodique à l'article enfants dans les armées, Jean-Girard Lacuée aurait été l'inspirateur de cette création par un article publié en 1783 intitulé École des enfants de soldats.
Le Premier Consul Bonaparte, dans un arrêté promulgué en 1800, consacre officiellement, entre autres, l'appellation « Enfant de troupe ».
Un enfant de troupe devient pupille de la Nation au décès de son père militaire.
C'est sous la présidence de Patrice de Mac Mahon que le rapport Niel (de 1868) fut repris par le général Veyre de Chareton en 1874 pour que soit étudiée la suppression des enfants de troupes et pour les réunir dans des écoles destinées à les élever dignement. Fut alors signée le 24 avril 1875 la décision de créer une école à titre d'essai, école qui sera installée non pas aux Invalides, comme initialement prévu, mais à Rambouillet. Cette décision de Mac Mahon et le succès de Rambouillet sont à l'origine des cinq autres écoles créées le 19 juillet 1884, EMP dites « écoles mères ».
En 1884, les écoles militaires préparatoires sont créées, supprimant ainsi les postes d'enfants de troupe dans les régiments, puis, en 1974, ces écoles militaires préparatoires se transforment en collèges militaires avant d'accéder à la mixité et de devenir en 1982 des lycées militaires.
En dépit des évolutions, la dénomination « Enfant de Troupe » subsiste encore de nos jours. L'Association des Anciens Enfants de Troupe, créée en 1910, réunit aujourd’hui les « élèves et anciens élèves des lycées et collèges militaires, des écoles militaires préparatoires et les Anciens Enfants de Troupe (AET) ». Pour rester fidèle à son origine et entretenir le devoir de mémoire, elle est dénommée couramment en abrégé Association des AET. De même, son insigne distinctif comporte toujours le sigle « AET ».
Un musée des Enfants de troupe est fondé en 1934 à Saint-Hippolyte-du-Fort (Gard). Il est remplacé en 1985 par le musée national des Enfants de troupe au lycée militaire d'Autun (Saône-et-Loire),.

## Listes des écoles militaires préparatoires ayant existé

### En métropole
- Rambouillet (1876-1934)
- Montreuil (1886-1924)

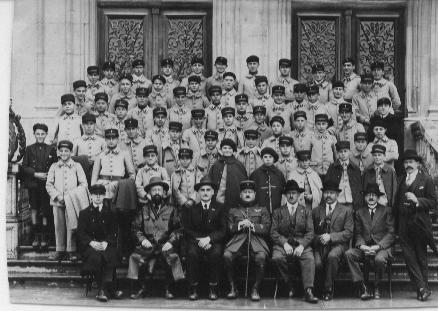
Pèlerinage sur les champs de bataille de Verdun, enfants de troupe de Rambouillet, 1927.

- Saint-Hippolyte-du-Fort (1885-1934)
- Billom (1886-1963), créée par la loi de 1884, l’École Militaire Préparatoire de Billom ouvre ses portes dans le Puy de Dôme en 1886. Elle accueille presque 400 enfants de troupe des régiments d'artillerie et du génie principalement, et devient en 1921 l'Ecole Militaire Professionnelle de Billom.
- Autun (1886- en activité)
- La Boissière-École (école militaire enfantine Hériot, de 1886 à 1966)
- Les Andelys (1887-1968)
- Tulle (1924-1967)
- Épinal (1934-1946)

- Aix-en-Provence (1947- en activité)
- Le Mans (1947-1985)

### ÀLa Réunion
- Le Tampon (1972-1991)

### En Algérie française
- Hammam Righa (1942-1945)
- Miliana (1946-1951)
- Koléa (1951-1963)

### En Indochine française
L'École des Enfants de Troupe Eurasiens de Dalat (EETED) fut créée à Đà Lạt (Annam) en 1939, avec pour devise « S'instruire pour servir ». Par suite de l'élargissement du recrutement, l'adjectif « eurasien » fut supprimé sur recommandation de De Lattre de Tassigny, le sigle devenant alors EETD.
En 1954, l'école fut transférée au Cap Saint-Jacques (Cochinchine), puis rapatriée en France en février 1956. Elle prit ses quartiers d'abord à Fréjus (Var) puis s'installa à Autun (Saône-et-Loire) la même année, à l'annexe Changarnier. Dans les années suivantes ses élèves furent intégrés dans les écoles militaires de la métropole, principalement à l'EMP d'Autun.
Aujourd'hui, plus de 60 ans après leur rapatriement en France, les anciens élèves de l'EETD ont formé une amicale pérenne qui a pour but de favoriser les retrouvailles (notamment à Vogüé en Ardèche), et de garder vivante leur histoire.

### En Afrique noire française
de 1956 à l'indépendance du pays
- École militaire préparatoire technique (EMPT) de Côte d'Ivoire (Bingerville, fondée en 1939)
- École Indigène d’Enfants de Troupe puis École militaire préparatoire Général-Leclerc puis École militaire préparatoire des Cadets de la Révolution et aujourd'hui École militaire préparatoire Général-Leclerc (Brazzaville, Congo, fondée en 1946)
- École militaire des enfants de troupe Georges Bangui (Bangui, République centrafricaine)
- École des enfants de troupe de Madagascar (Fianarantsoa, Madagascar) 25 mai 1923.
- Prytanée militaire de Kati (Mali)
- Prytanée militaire de Kadiogo (Kadiogo, Burkina Faso, fondée en 1951)
- Prytanée militaire de Saint-Louis (Sénégal)
- Prytanée militaire de Niamey (Niger)
- Prytanée militaire de Bembéréké (Bénin)
- Lycée militaire des jeunes filles Général-Mathieu-Kérékou (Natitingou, Bénin)
- Prytanée militaire de Libreville (Gabon)
- Collège militaire Eyadema (Kara, Togo)

Plus de 25 présidents africains ont reçu une éducation militaire héritée des écoles d'enfants de troupe de la Coloniale, parmi lesquels Thomas Sankara, Blaise Compaoré, Pierre Buyoya, François Bozizé, Hissène Habré ou encore Idriss Déby.

## Lycées de la défense et organismes similaires français encore en activité
- École des pupilles de l'Air (Armée de l'air)
- Lycée militaire d'Aix-en-Provence (Armée de terre)
- Lycée militaire d'Autun (Armée de terre)
- Lycée militaire de Saint-Cyr (Armée de terre)
- Lycée naval de Brest (Marine nationale)
- Prytanée national militaire de La Flèche (Armée de terre)
- École militaire préparatoire technique (Armée de terre)